# Előd

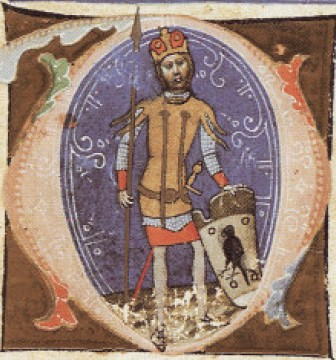
Előd, jefe tribal húngaro. Imagen de la Crónica Ilustrada húngara.

Előd (¿-?), uno de los siete jefes tribales húngaros que movilizaron a su nación en el siglo X hacia Europa desde Asia.

## Biografía
Előd fue jefe de la tribu húngara de los Nyék y uno de los siete líderes tribales húngaros junto con Huba, Tas, Töhötöm, Ond, Kond, bajo la conducción del Príncipe Álmos. Előd tomó parte junto con su hijo Szabolcs en el proceso de la ocupación de la cuenca de los Cárpatos concluida en 895 por el Gran Príncipe Árpad, hijo del fallecido Álmos. Előd arribó conduciendo a su grupo de húngaros a la cordillera de Vértes en la región Este de la actual Hungría, donde se convirtió en el Señor de esas tierras. Según la tradición, de Előd desciende la familia Csák, a la cual pertenecía en el siglo XIII Mateo Csák, un noble oligarca húngaro que abarcará enorme poder político, inclusive opacando la propia figura del rey.